# Луций Муммий Феликс Корнелиан
Лу́ций Му́ммий Фе́ликс Корнелиа́н (лат. Lucius Mummius Felix Cornelianus; умер после 237 года) — римский государственный деятель и сенатор, ординарный консул 237 года.

## Биография
Патрицианская семья Феликсов происходила из Испании или Италии, во всяком случае, из западной части Римской империи. Карьера Корнелиана известна из надписи, найденной в Риме и представляющей собой обыкновенную преторскую карьеру.
Около 218 года Феликс был децемвиром для судебных разбирательств (decemvir stlitibus iudicandis) и квиндецемвиром священнодействий, севиром второй Римской турмы (начальником турмы римских всадников). Кроме того, он был кандидатом в квесторы (около 225 года), народным трибуном (около 227 года), а также кандидатом в преторы (около 230 года). В 237 году Феликс достиг высшей почетной должности — консула. Его коллегой по консулату был Луций Марий Перпетв.